# Brazitrypa
Brazitrypa is een geslacht van rechtvleugeligen uit de familie krekels (Gryllidae). De wetenschappelijke naam van dit geslacht is voor het eerst geldig gepubliceerd in 2011 door Gorochov.

## Soorten
Het geslacht Brazitrypa omvat de volgende soorten:
- Brazitrypa haani Saussure, 1874
- Brazitrypa longiapex Gorochov, 2011
- Brazitrypa paranaensis de Mello & Dias, 2010
- Brazitrypa paulista Rehn, 1918